# Odostomia acuta
Odostomia acuta is een slakkensoort uit de familie van de Pyramidellidae. De wetenschappelijke naam van de soort is voor het eerst geldig gepubliceerd in 1848 door Jeffreys.

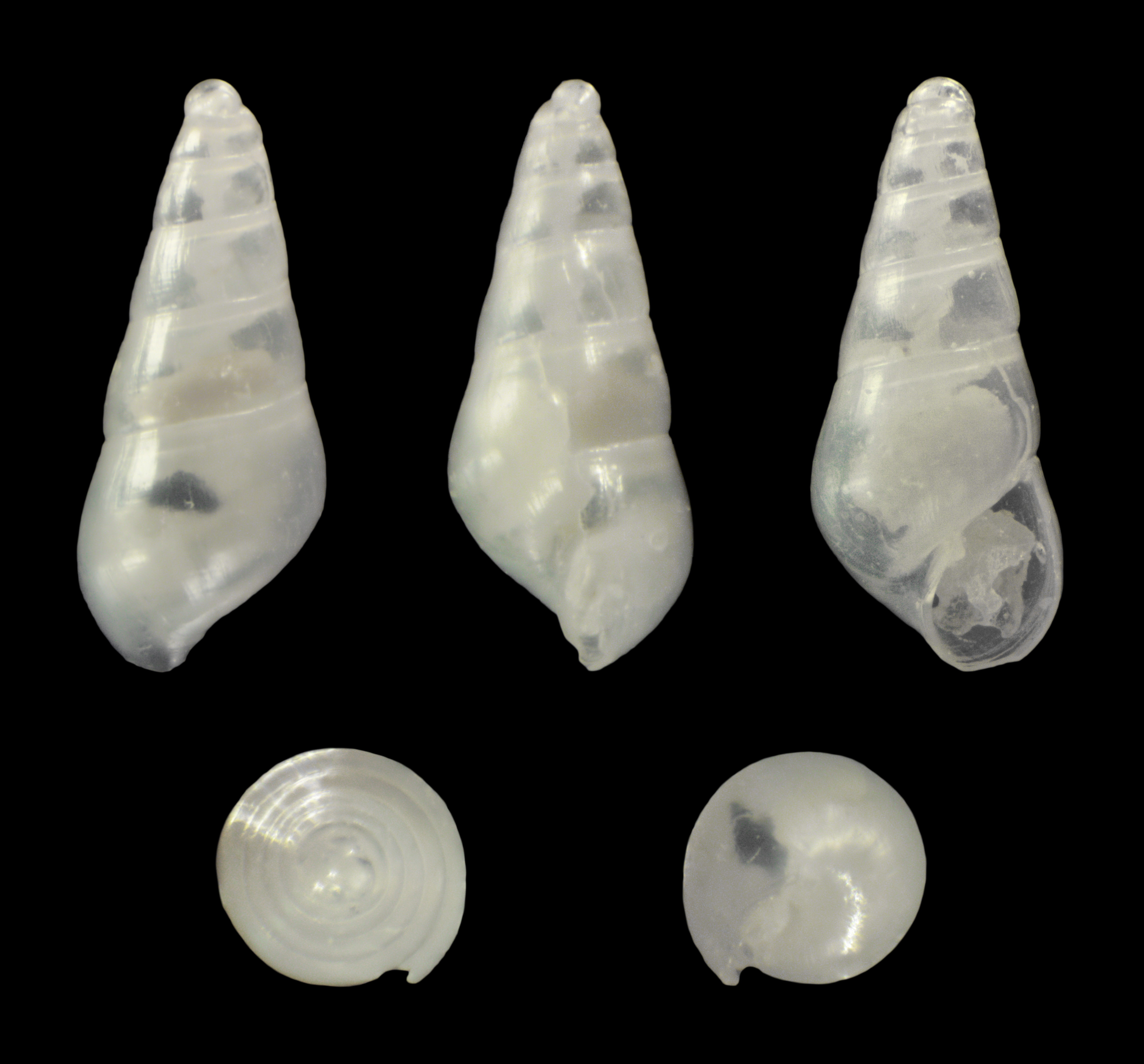
Odostomia acuta var. attenuata